# Epeiromulona lephina
Epeiromulona lephina là một loài bướm đêm thuộc phân họ Arctiinae, họ Erebidae.